# 1926年全米選手権 (テニス)
1926年 全米選手権（1926ねんぜんべいせんしゅけん）に関する記事。

## 大会の流れ
- 1881年から1967年まで、全米選手権は各部門が個別の名称を持ち、大会会場も別々のテニスクラブで開かれた。これが他の3つのテニス4大大会と大きく異なる点である。
  - 男子シングルス 名称：全米シングルス選手権（U.S. National Singles Championship）/会場：ニューヨーク市クイーンズ区フォレストヒルズ、ウエストサイド・テニスクラブ （1924年-1977年）
  - 女子シングルス 名称：全米女子シングルス選手権（U.S. Women's National Singles Championship）/会場：フォレストヒルズ、ウエストサイド・テニスクラブ （1921年-1977年）
  - 男子ダブルス 名称：全米ダブルス選手権（U.S. National Doubles Championship）/会場：マサチューセッツ州ボストン市、ロングウッド・クリケット・クラブ （1917年-1933年まで）
  - 女子ダブルス 名称：全米女子ダブルス選手権（U.S. Women's National Doubles Championship）/会場：フォレストヒルズ、ウエストサイド・テニスクラブ （1921年-1933年まで）
  - 混合ダブルス 名称：全米混合ダブルス選手権（U.S. Mixed Doubles Championship）/会場：フォレストヒルズ、ウエストサイド・テニスクラブ （1921年-1934年まで）

## 他の特記事項
- 男子シングルスで1919年・1920年・1922年-1925年の6度決勝対決をした“2人のビル”が、ともに準々決勝で敗退した。2人のビルとは「ビッグ・ビル」ことビル・チルデンと「リトル・ビル」ことビル・ジョンストンで、6度の対決の結果はチルデンの5勝1敗である。フランス「四銃士」の4人がすべてベスト8に進出し、アンリ・コシェがチルデン、ジャン・ボロトラがジョンストンを準々決勝で倒した。大会史上初の「フランス対決の決勝」でルネ・ラコステが初優勝し、こうして全米選手権にもフランス四銃士の波が押し寄せた。
- 女子シングルスでは、モーラ・マロリーが大会最多優勝記録（8勝）と最年長優勝記録（42歳5ヶ月）の2つの全米選手権記録を樹立した。1923年-1925年に3連覇したヘレン・ウィルスは虫垂炎の手術直後で参加できず、イギリス人女子選手たちの出場もなく、本年度の女子シングルス出場者はすべてアメリカ人選手であった[1]。

## 大会経過

### 男子シングルス
準々決勝
- アンリ・コシェ vs.  ビル・チルデン 6-8, 6-1, 6-3, 1-6, 8-6
- ルネ・ラコステ vs.  リチャード・ウィリアムズ 6-0, 6-3, 8-6
- ビンセント・リチャーズ vs.  ジャック・ブルニョン 6-2, 6-1, 6-2
- ジャン・ボロトラ vs.  ビル・ジョンストン 3-6, 4-6, 6-3, 6-4, 6-4

準決勝
- ルネ・ラコステ vs.  アンリ・コシェ 2-6, 4-6, 6-4, 6-4, 6-3
- ジャン・ボロトラ vs.  ビンセント・リチャーズ 3-6, 6-4, 4-6, 8-6, 6-2

### 女子シングルス
準々決勝
- エリザベス・ライアン vs.  エリナー・ゴス 3-6, 6-4, 6-0
- メアリー・ブラウン vs.  ペネロペ・アンダーソン 7-5, 6-1
- マーサ・ベイヤード vs.  マーガレット・ブレーク 6-4, 6-2
- モーラ・マロリー vs.  シャーロット・チェーピン 7-5, 6-0

準決勝
- エリザベス・ライアン vs.  メアリー・ブラウン 6-1, 6-3
- モーラ・マロリー vs.  マーサ・ベイヤード 6-3, 6-3

## 決勝戦の結果
- 男子シングルス： ルネ・ラコステ vs.  ジャン・ボロトラ 6-4, 6-0, 6-4
- 女子シングルス： モーラ・マロリー vs.  エリザベス・ライアン 4-6, 6-4, 9-7 ［女子シングルス優勝歴代1位、4年ぶり8度目/最年長優勝記録、42歳5ヶ月］
- 男子ダブルス： リチャード・ウィリアムズ& ビンセント・リチャーズ vs.  ビル・チルデン& アル・チェーピン 6-4, 6-8, 11-9, 6-3
- 女子ダブルス： エリザベス・ライアン& エリナー・ゴス vs.  メアリー・ブラウン& シャーロット・チェーピン 3-6, 6-4, 12-10
- 混合ダブルス： ジャン・ボロトラ& エリザベス・ライアン vs.  ルネ・ラコステ& ヘイゼル・ホッチキス・ワイトマン 6-4, 7-5